# Ozarba nicotrai
Ozarba nicotrai is een vlinder van de familie van de uilen (Noctuidae). De wetenschappelijke naam van deze soort is voor het eerst voorgesteld door Emilio Berio in een publicatie uit 1950.
De soort komt voor in Ethiopië, Somalië, Kenia en Tanzania.